# Anarkismens historia
Den här artikeln behandlar anarkismens historia.

## Tidig historia
Ordet "anarkism" härstammar från grekiskans αv αρχή - an (utan) archos (härskare), och det förekom första gången i ett skådespel av Aischylos 467 f.Kr.
Långt innan termen "anarkism" myntades levde människor under tusentals år i samhällen utan regering. Det var endast efter de hierarkiska samhällenas uppsving som anarkistiska idéer formulerades som en kritisk reaktion och avvisande av tvångsmässiga politiska institutioner och hierarkiska sociala förhållanden. Anarkistiska värderingar kan i efterhand konstateras i många tidiga revolutionära rörelser, som vissa av medeltidens religiösa väckelser, det tyska bondeupproret på 1500-talet  och landockupanterna The Diggers i 1600-talets England. Den första grupp som blev kallad anarkister var Les Enragés, den frihetliga ultravänstern i Franska revolutionen 1789-1793. Någon anarkistisk organisation i modern betydelse fanns däremot ännu inte.

## Proudhon, den förste anarkisten
Fransmannen Pierre-Joseph Proudhon var den första personen som själv kallade sig anarkist. Han antog benämningen i sin bok Vad är egendom?, först publicerad 1840. På grund av detta har vissa betraktat Proudhon som den första anarkisten. Han utvecklade en teori om spontan ordning i samhället, där organisering sker utan någon central instans som genomför sina egna idéer mot individernas vilja. Hans kända kommentar "Frihet är modern, inte dottern, av ordning", rör denna fråga. I Vad är frihet? svarar Proudhon på sin egen fråga med det berömda uttalandet "Egendom är stöld." Han motsätter sig i detta arbete den institutionaliserade synen på egendom, där ägaren har full rätt att göra vad denne vill med egendomen. Han kontrasterade detta med vad han kallade "ägodelar", eller begränsad äganderätt över resurser och varor, endast när man utnyttjar dessa. Proudhon skrev om denna senare typ av egendom att "Egendom är frihet" och att den fungerade som ett bålverk mot statlig makt.

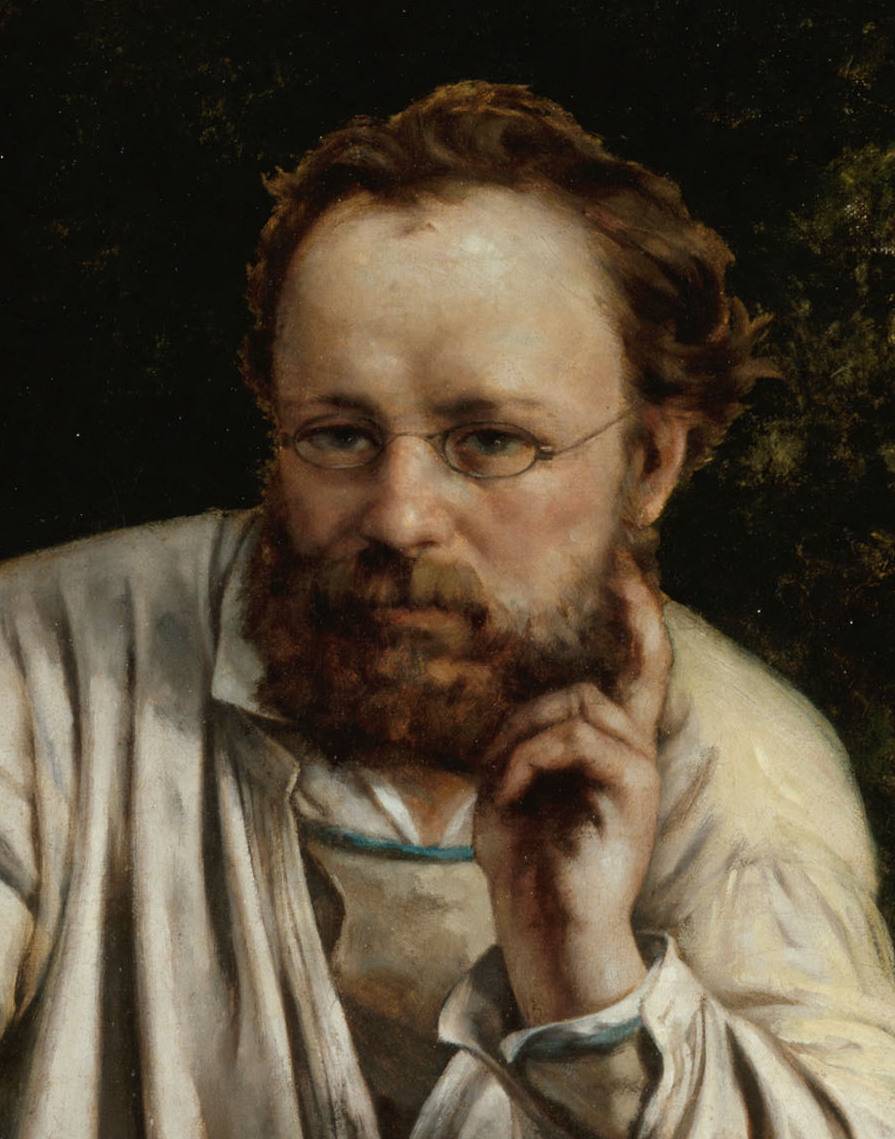
Pierre Joseph Proudhon

Hans motstånd till staten, organiserad religion och vissa kapitalistiska tendenser inspirerade efterföljande anarkister och gjorde honom till en av den tidens ledande sociologiska tänkare.

## 1800-talets anarkism
Bland de mest välkända anarkisterna under 1800-talet fanns Michail Bakunin och Pjotr Kropotkin. De tillhörde båda den anarkokommunistiska traditionen och tillhörde för övrigt båda två ryska adelsätter. Bakunin skulle komma att bli en av Marx viktigaste motståndare i Första internationalen, medan Kropotkin i högre grad ägnade sig åt den teoretiska sidan av anarkismen, exempelvis genom att utveckla en alternativ syn på evolutionen, där samarbete spelar en stor roll. Han presenterade sina tankar i Inbördes hjälp.
Många anarkister var emellertid av annan mening beträffande de gängse anarkokommunistiska idéerna. En av de mest framträdande av dem var individualanarkisten Max Stirner vars bok, Den enskilde och hans egendom, bedömdes vara alltför udda för att drabbas av den kejserliga censuren i Ryssland.
I slutet av 1800-talet växte syndikalismen fram som en av de mest betydelsefulla socialistiska rörelserna i Frankrike. Den syndikalistiska traditionen hade starka drag av Proudhon.

## Michail Bakunin och konflikten med Marx
Huvudartikel: Michail Bakunin

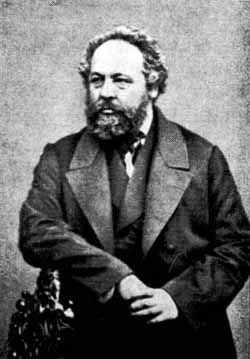
Michail Bakunin

Huvudanledningen till att Bakunin bröt med Marx i Första internationalen var att de hade olika åsikter om statens och partiets roll och hur organiseringen av Internationalen skulle se ut. Man kan säga att Bakunins linje stod närmare Internationalens ursprungliga intentioner än Marx'. Bakunisterna hade organisationer med uppemot en miljon medlemmar bakom sig, framförallt i Frankrike, Italien och Spanien, medan marxisterna hade störst inflytande i Tyskland och England.
I sin kritik av Marx hävdade Bakunin att uppbyggandet av det socialistiska samhället innan staten avskaffats, skulle leda till en enorm byråkratikoloss. Marx blev själv – på grund av Pariskommunen 1871 – tvungen att omvärdera statens roll i Bakunins riktning, något som kan ses i förordet 1872 till Kommunistiska manifestet. Enligt många anarkister besannades också Bakunins påstående i och med Sovjetunionens framväxt, efter Bakunins död. Visserligen fanns det också andra som motsatte sig Sovjetunionens karaktär, men Bakunins kritik var tidigare och han gick mycket längre än så.
Det var som propagandist, organisatör och revolutionär aktivist han gjorde sin främsta insats, och hans inflytande kan märkas än idag. Inte bara spanska revolutionen 1936-39 utan också stora delar av den moderna anarkiströrelsen och flera av de andra nya sociala rörelserna i vår egen tid har inspirerats av Michail Bakunin. Vid kongressen i S:t Imier 1872 bildade anarkisterna sin egen International, (AI), som sammanträffar än idag, om än med långa mellanrum.
"Total frihet och total kärlek, det är vårt mål!"

## 1900-talets anarkism
Viktiga händelser för anarkismen under 1900-talet var Kronstadtupproret, vilket var en del av den anarkistiska fraktionen av de ryska revolutionärerna under ryska revolutionen. I Spanien fortsatte anarkistiska idéer att spela en stor roll och formligen exploderade under spanska revolutionen under 1930-talet. Majrevolten i Paris 1968 betydde ett kraftigt uppsving för anarkistiska idéer. Efter Sovjetimperiets fall har den frihetliga socialismen övertagit den aktiva roll i motståndet och samhällskritiken som leninismen iklädde sig på 1960-talet. Den anarkistiska rörelsen är i dag både större och bredare. Den finns på 2000-talet i alla världens länder.